# Пристрій захисту тварин UOZ-1
Пристрій захисту тварин UOZ-1 (пол. Urządzenie Ochrony Zwierząt UOZ-1) — акустичний пристрій, який звуком попереджає тварин перед проходженням потяга. Використовується Польською державною залізницею. Пристрій встановлюється на перетині залізничних колій з міграційними шляхами диких тварин, щоб запобігти зіткненню потяга з твариною, а отже, зменшити втрати популяції цих тварин. Призначення пристрою — змусити тварину втекти після попереджувального сигналу. Пристрій відлякує оленів, козуль, лосів, кабанів, зайців та дрібних і великих хижаків.

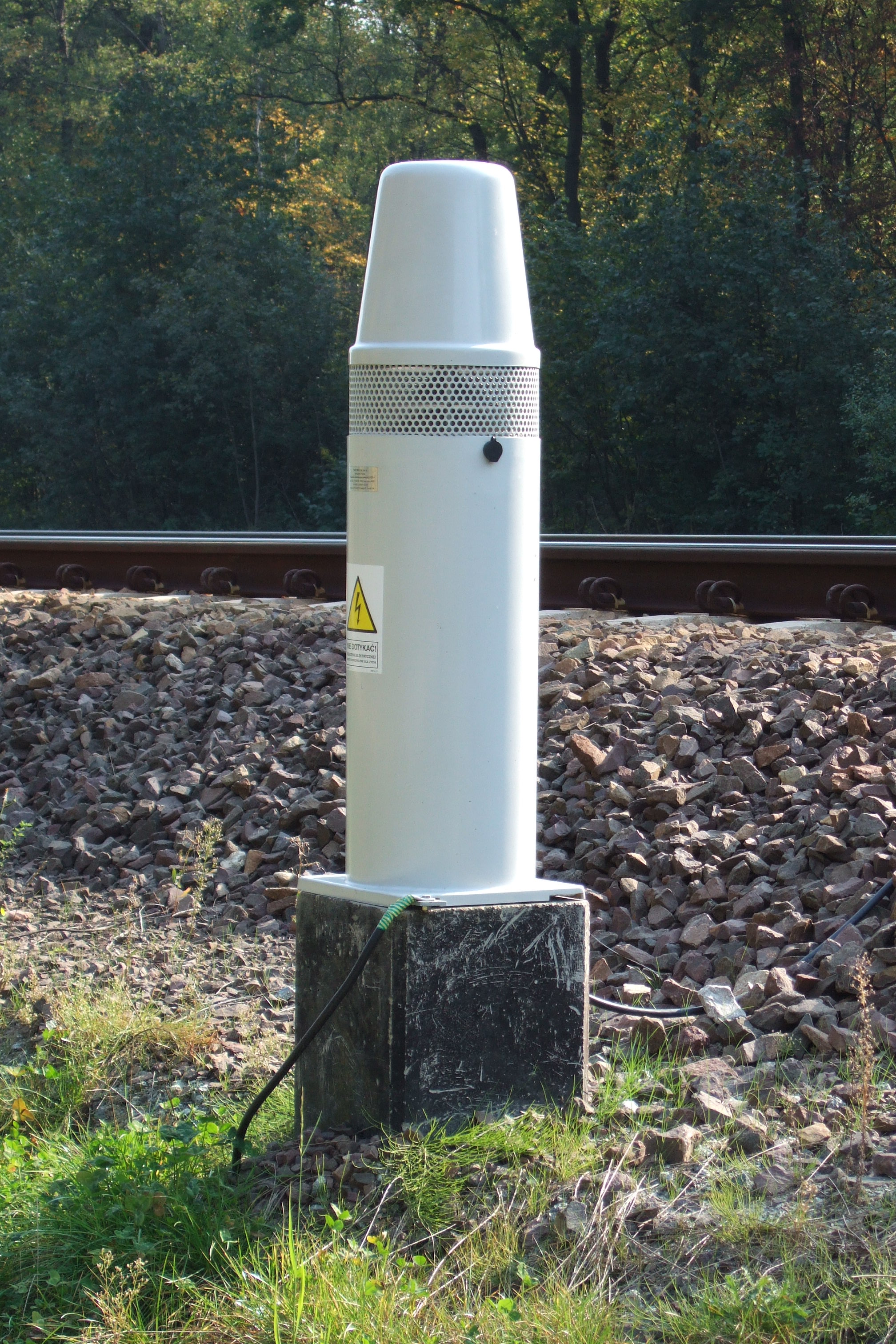

Пристрій спрацьовує за хвилину до появи потяга і триває 30—180 хв. Він видає низку послідовних тривожних звуків, розробленими зоопсихологами:
- попереджувальний крик сойки (птах, який реагує криком на потенційну загрозу і таким чином попереджає інших тварин);
- гавкіт собак (одна з основних загроз польовим і лісовим тваринам);
- іржання коня;
- писк наляканого зайця;
- вереск свині при забої.

Послідовність звуків визначила польська біологиня Симона Коссак з Інституту лісових досліджень у Біловежі. Ця послідовність розроблена так, що у тварин не спрацьовує механізм звикання до такого типу подразників. Відлякувачі мають циліндричну форму, висоту 110 см і діаметр 30 см. Вартість встановлення одного — близько 35 тисяч злотих. У місцях інтенсивної міграції тварин встановлюється відлякувачі кожні 70 метрів, почергово з кожного боку колії.
Вперше ці відлякувачі встановили у 2005 році на залізничній лінії № 2 між Мінськом-Мазовецьким і Седльцами (лінія E20). Відколи тут увімкнули 62 відлякувачі, за повідомленнями залізничників і єгерів, на цій трасі не загинуло жодної тварини. У 2015 році у Польщі працювало близько 1000 таких пристроїв.
| Залізничний транспорт | Це незавершена стаття про залізничний транспорт. Ви можете допомогти проєкту, виправивши або дописавши її. |